# Championnat de France masculin de volley-ball 1982-1983
Navigation
Saison précédente Saison suivante
Le Championnat de France de volley-ball Nationale 1 1982-1983 a opposé les douze meilleures équipes françaises de volley-ball.

## Listes des équipes en compétition
| \| Asnières Cannes Grenoble Lyon Marseille Montpellier Saint-Maur Racing CF Stade Français CASG Sète Vandœuvre \| Localisation des clubs engagés dans le championnat. |
| Asnières Cannes Grenoble Lyon Marseille Montpellier Saint-Maur Racing CF Stade Français CASG Sète Vandœuvre                                                           |

| Asnières Sports   |
| AS Cannes         |
| CASG Paris        |
| AS Grenoble       |
| ASUL Lyon         |
| Stade Marseillais |
| Montpellier UC    |
| VGA Saint-Maur    |
| Racing CF         |
| Arago de Sète     |
| Stade Français    |
| US Vandœuvre      |

## Formule de la compétition
- En vue du Championnat du monde 1986 se déroulant en France, la Fédération française de volley-ball à décider de réformer le championnat pour permettre un "durcissement" et une homogénéisation des niveaux, qui serait profitable aux internationaux. Le championnat de France 1982-1983 a donc été divisé en trois parties :

1. Douze clubs (les 8 de la Nationale 1 + les quatre de la poule finale de Nationale 2) ont été divisés en trois poules de quatre. Après un championnat aller et retour, les deux premiers de chaque groupe composent la Nationale 1A, les six autres forment la Nationale 1B.
2. Championnat normal à six clubs d'une Nationale A et d'une Nationale 1B
3. Les quatre premiers de la Nationale A jouent une poule finale (dit tournois des As) pour décerner le titre de champion de France. Les 5e et 6e de la Nationale A jouent une poule finale (dit tournois des As B) avec les deux premiers de la Nationale 1B. Les 3e et 4e de la Nationale 1B jouent une poule finale (dit tournois des As C) avec les 3e et 4e de la Nationale 2. Les 5e et 6e de la Nationale 1B sont rétrogradés en Nationale 2, les deux premiers de Nationale 2 montent en Nationale 1, pour la saison 1983-1984.

## Saison régulière

### Première phase
| Poule A                                         | Poule B                                                 | Poule C                                                |
| ----------------------------------------------- | ------------------------------------------------------- | ------------------------------------------------------ |
| AS Cannes ASUL Lyon VGA Saint-Maur US Vandœuvre | Asnières Sports Stade Français Racing CF Montpellier UC | AS Grenoble Arago de Sète CASG Paris Stade Marseillais |

### Deuxième phase
| Nationale 1A                                                                 | Nationale 1B                                                                      |
| ---------------------------------------------------------------------------- | --------------------------------------------------------------------------------- |
| AS Cannes Asnières Sports AS Grenoble Stade Français Arago de Sète ASUL Lyon | Montpellier UC Racing CF CASG Paris VGA Saint-Maur Stade Marseillais US Vandœuvre |

### Troisième phase

#### Tournois des As A
| # | Équipe          | Pts | J  | G  | P  |
| 1 | AS Cannes       | 23  | 12 | 11 | 1  |
| 2 | Asnières Sports | 19  | 12 | 7  | 5  |
| 3 | AS Grenoble     | 16  | 12 | 4  | 8  |
| 4 | Stade Français  | 14  | 12 | 2  | 10 |

### Classement final
| # | Équipe            |
| 1 | AS Cannes         |
| 2 | Asnières Sports   |
| 3 | AS Grenoble       |
| 4 | Stade Français    |
| ? | Arago de Sète     |
| ? | ASUL Lyon         |
| ? | Racing CF         |
| ? | CASG Paris        |
| ? | VGA Saint-Maur    |
| ? | Montpellier UC    |
| ? | US Vandœuvre      |
| ? | Stade Marseillais |

## Bilan de la saison
| Qualifications européennes 1983-1984 |                            |
| Compétition                          | Qualifiés                  |
| Ligue des champions                  | AS Cannes                  |
| Coupe des vainqueurs de Coupes       | Asnières Sports            |
| Coupe de la CEV                      | Stade Français AS Grenoble |

| Promotions et relégations |                             |
| Relégués en Nationale 2   | US Vandœuvre VGA Saint-Maur |
| Promus de Nationale 2     |                             |